# Gommerville (Eure i Loir)
Gommerville és un municipi francès, situat al departament de l'Eure i Loir i a la regió de Centre – Vall del Loira. L'any 2007 tenia 574 habitants.

## Demografia

### Població
El 2007 la població de fet de Gommerville era de 574 persones. Hi havia 226 famílies, de les quals 56 eren unipersonals (40 homes vivint sols i 16 dones vivint soles), 77 parelles sense fills, 89 parelles amb fills i 4 famílies monoparentals amb fills.
La població ha evolucionat segons el següent gràfic:
Habitants censats

### Habitatges
El 2007 hi havia 261 habitatges, 223 eren l'habitatge principal de la família, 30 eren segones residències i 7 estaven desocupats. 257 eren cases i 2 eren apartaments. Dels 223 habitatges principals, 201 estaven ocupats pels seus propietaris, 21 estaven llogats i ocupats pels llogaters i 1 estava cedit a títol gratuït; 2 tenien una cambra, 12 en tenien dues, 20 en tenien tres, 63 en tenien quatre i 126 en tenien cinc o més. 178 habitatges disposaven pel capbaix d'una plaça de pàrquing. A 88 habitatges hi havia un automòbil i a 121 n'hi havia dos o més.

### Piràmide de població
La piràmide de població per edats i sexe el 2009 era:
| Homes | Edats   | Dones |
| ----- | ------- | ----- |
| 0     | 95 o +  | 0     |
| 4     | 90 a 94 | 4     |
| 0     | 85 a 89 | 4     |
| 8     | 80 a 84 | 0     |
| 12    | 75 a 79 | 8     |
| 12    | 70 a 74 | 20    |
| 8     | 65 a 69 | 16    |
| 12    | 60 a 64 | 8     |
| 24    | 55 a 59 | 4     |
| 8     | 50 a 54 | 8     |
| 20    | 45 a 49 | 4     |
| 32    | 40 a 44 | 16    |
| 8     | 35 a 39 | 20    |
| 36    | 30 a 34 | 16    |
| 12    | 25 a 29 | 12    |
| 8     | 20 a 24 | 12    |
| 16    | 15 a 19 | 8     |
| 8     | 10 a 14 | 12    |
| 24    | 5 a 9   | 16    |
| 8     | 0 a 4   | 4     |

## Economia
El 2007 la població en edat de treballar era de 353 persones, 277 eren actives i 76 eren inactives. De les 277 persones actives 258 estaven ocupades (145 homes i 113 dones) i 19 estaven aturades (9 homes i 10 dones). De les 76 persones inactives 35 estaven jubilades, 17 estaven estudiant i 24 estaven classificades com a «altres inactius».

### Ingressos
El 2009 a Gommerville hi havia 225 unitats fiscals que integraven 581,5 persones, la mediana anual d'ingressos fiscals per persona era de 21.460 €.

### Activitats econòmiques
Dels 25 establiments que hi havia el 2007, 3 eren d'empreses extractives, 1 d'una empresa de fabricació d'altres productes industrials, 7 d'empreses de construcció, 4 d'empreses de comerç i reparació d'automòbils, 2 d'empreses de transport, 1 d'una empresa d'hostatgeria i restauració, 2 d'empreses d'informació i comunicació, 2 d'empreses immobiliàries, 2 d'empreses de serveis i 1 d'una empresa classificada com a «altres activitats de serveis».
Dels 9 establiments de servei als particulars que hi havia el 2009, 1 era un taller de reparació d'automòbils i de material agrícola, 2 paletes, 3 fusteries, 1 lampisteria, 1 electricista i 1 restaurant.
L'any 2000 a Gommerville hi havia 21 explotacions agrícoles que ocupaven un total de 1.972 hectàrees.

## Poblacions més properes
El següent diagrama mostra les poblacions més properes.